# Dry Tavern
Dry Tavern es un lugar designado por el censo ubicado en el condado de Greene en el estado estadounidense de Pensilvania. En el año 2010 tenía una población de 697 habitantes y una densidad poblacional de 199,1 personas por km².

## Geografía
Dry Tavern se encuentra ubicado en las coordenadas 39°56′27″N 80°0′39″O / 39.94083, -80.01083. Según la Oficina del Censo de los Estados Unidos, Dry Tavern tiene una superficie total de 1,35 mi² (3,5 km²), de la cual 1,35 mi² (3,5 km²) corresponden a tierra firme y 0 mi² (0 km²) es agua.